# Едгар Фойхтінгер
Едгар Фойхтінгер (нім. Edgar Feuchtinger; нар. 9 листопада 1894, Мец, Ельзас-Лотарингія — пом. 21 січня 1960, Берлін) — німецький воєначальник часів Третього Рейху, генерал-лейтенант вермахту. Кавалер Лицарського хреста Залізного хреста (1944). Учасник Першої та Другої світових війн. У роки Першої світової служив в артилерії, бився на Східному та Західному фронтах. Після завершення воєнних дій продовжив службу в лавах Рейхсверу, з приходом до влади нацистів служив на різних штабних та командних посадах. Командував артилерійським полком, артилерійською бригадою, танковою дивізією. Командував частинами та з'єднаннями у Французькій кампанії, боях під Ленінградом, потім у битві на Західному фронті проти союзних військ, що висадилися в Нормандії. З 1944 року практично не брав участь в активних діях і не керував підпорядкованими військами, займався незаконним привласненням військового майна, особистим збагаченням, за що за вироком військового трибуналу був визнаним винним та засудженим до страти. Пізніше розжалуваний до солдата й відправлений на фронт, але дезертував і переховувався до окупації союзниками Німеччини. Перебував у полоні, після визволення працював. З 1953 року займався шпигунською діяльністю на користь радянської воєнної розвідки. Помер від серцевого нападу в Берліні.

## Біографія
Військова кар'єра
- 7 серпня 1914 — фанен-юнкер
- 18 серпня 1915 — лейтенант
- 1 квітня 1925 — обер-лейтенант
- 1 листопада 1929 — гауптман
- 1 листопада 1935 — майор
- 1 серпня 1938 — оберст-лейтенант
- 1 серпня 1941 — оберст
- 1 серпня 1943 — генерал-майор
- 1 серпня 1944 — генерал-лейтенант

Едгар Фойхтінгер народився 9 листопада 1894 року в місті Мец у прусській провінції Ельзас-Лотарингія. 1907 році поступив на навчання до кадетської школи в Карлсруе. Після завершення продовжив військову службу в лавах Сухопутних військ Німецької імперії. 7 серпня 1914 року на початковій фазі Першої світової війни отримав звання фанен-юнкер та прийнятий на службу до 14-го Баденського полку польової артилерії. Бився на Східному та Західному фронтах; брав активну участь у боях під Верденом, на Соммі та в другій битві на Ені. Відзначений низкою нагород, у тому числі Залізними хрестами обох ступенів.
Після капітуляції Німеччини у війні залишився в лавах Збройних сил Веймарської республіки, проходив службу на різних командних та штабних посадах в артилерії. Напередодні вторгнення німецького вермахту до Польщі був командиром 3-го дивізіону 26-го артилерійського полку 26-ї піхотної дивізії.
26 серпня 1939 року призначений командиром артилерійського полку 227-ї піхотної дивізії. Командував полком у ході Французької кампанії, бився в Голландії та в Бельгії. У подальшому до осені 1941 року виконував окупаційні функції у Франції.
У жовтні 1941 року 227-ма піхотна дивізія, до складу якої входив артилерійський полк оберст Е.Фойхтінгера перекинутий з Франції на Східний фронт під Ленінград, де група армій вермахту «Північ» вела затяті бої за опанування другою столицею СРСР. Командував частиною до серпня 1942 року, доки не був виведений до резерву фюрера.
27 листопада 1942 року німецьке командування віддало наказ розпочати операцію «Ліла» — план із силового захоплення Тулону й оволодіння французьким флотом. Чотири бойові групи, зокрема група A, якою керував оберст Е. Фойхтінгер, зі складу 7-ї танкової дивізії та 2-ї танкової дивізії СС, увійшли до міста близько 4:00 ранку. Швидко опанувавши форт Ламалже (фр. Lamalgue), німці затримали адмірала А.Маркіза, але не змогли запобігти тому, щоб його начальник штабу відправив попередження кораблям флоту. О 5:25 ранку, німецькі танки увірвали силоміць на військово-морську базу і адмірал Ж.де Лаборд віддав з борту флагмана французького лінкора «Страсбург», наказ затопити кораблі. В результаті акту самозатоплення 77 бойових кораблів та суден військово-морських сил Франції, щоб уникнути захоплення нацистською Німеччиною були затоплені на рейді військово-морської бази.
У квітні 1943 року Е.Фойхтінгер отримав під своє командування «Швидкісну артилерійську бригаду» (нім. "Schnelle Artillerie-Brigade 931"), концептуально нове з'єднання артилерії вермахту, призначене для швидкого реагування і проведення стрімких маневрів на широкому фронті берегової оборони французького узбережжя. Згодом самохідна артилерійська бригада Е.Фойхтінгера отримала назву швидка бригада «Вест». Через чотири місяці бригада була збільшена до розмірів стандартної танкової дивізії та отримала назву 21-ша танкова дивізія. Формування її здійснювалось на фондах розгромленого в Тунісі корпусу «Африка» та багато ветеранів цього об'єднання увійшло до складу танкової дивізії Е. Фойхтінгера.
На травень 1944 року 21-ша танкова дивізія дислокувалась на півострові Котантен, зі штаб-квартирою в місті Кан. На момент початку союзного вторгнення до Нормандії, генерал Е.Фойхтінгер перебував у Парижі й 6 червня з коханкою прибув до району висадки противника на плацдарми. Однак, як командир дивізії він не дуже поринув у процес керування військами, віддавши право своїм підлеглим командирам на місці вирішувати як діяти краще. Дивізія вела запеклі бої за Кан до серпня 1944 року.
1 серпня 1944 року командиру дивізії було присвоєне звання генерал-лейтенант, а 6 серпня 1944 року відзначено Лицарським хрестом Залізного хреста. За спогадами командирів 21-ї танкової дивізії їхній генерал практично не керував своїми військами, та навіть коли з'єднання разом з 7-ою армією генерала танкових військ Г.фон Функа було розгромлено у Фалезькому котлі, комдив щасно уник оточення й втік з поля битви.
Після реформування та відновлення боєздатності, 21-ша танкова дивізія вела важкі бої із союзними військами у Північному Ельзасі; у цей час командир дивізії проводив час у Целле. Місцеве населення привернуло увагу, як дивно бойовий генерал розважається разом з подругами та деякими офіцерами вдалі від фронту. Колишній командир Г.Бальк також звернув свою увагу на факти постійного зловживання службовим становищем командиром 21-ї дивізії, контрабанді коштовностей з території окупованої Франції та навіть придбанню там генералом власного замку.
5 січня 1945 року генерал-лейтенант Е.Фойхтінгер був заарештований та звинувачений у розтраті й незаконному привласненні військового майна, збагаченні за рахунок євреїв та витоку таємної інформації своїм південноамериканським коханкам. Його ув'язнили в Торгау та за вироком військового трибуналу визнали винним, позбавили усіх військових нагород, понизили у званні до каноніра (найнижче звання в німецькій артилерії) та засудили до страти.
Лише особисте втручання А.Гітлера дозволило опальному генералу уникнути смерті. 2 березня 1945 року за наказом фюрера Е.Фойхтінгера визволили з-під варти та відправили до 20-ї панцергренадерської дивізії каноніром. Однак, колишній генерал дезертував і до частини не прибув; його пошуки розпочалися тільки 12 квітня, але марно. Е.Фойхтінгер переховувався на своїй фермі під Целле. 29 травня 1945 року він у генеральській формі з'явився перед британськими військовими, яким здався в полон. Збіглого генерала переміщували між таборами військовополонених, але коли його доставили до табору у Штадталлендорфі, офіцери вермахту виступили категорично проти присутності Е.Фойхтінгера в таборі.
Перед союзниками він позиціював себе жертвою нацистського режиму й врешті-решт здобув у 1946 році раннє звільнення з табору. Після повернення до Німеччини працював у різних компаніях.
У травні 1953 року на центральній залізничному вокзалі Крефельда Едгар Фойхтінгер шляхом шантажу був завербований агентом ГРУ В.Михайловим, який продемонстрував колишньому генералу якісь компрометуючі документи. Йому було визначене завдання збору та передачі усілякої інформації про переозброєння Західної Німеччини. Протягом семи років Фойхтінгер передав радянській розвідці близько 1 000 документів, що містили таємну інформацію. У січні 1960 року він повертався до Берліна потягом, коли з ним стався серцевий напад, що призвів до його смерті.